# Валегоцулівська волость
Валегоцулівська волость — історична адміністративно-територіальна одиниця Ананьївського повіту Херсонської губернії.
Станом на 1886 рік складалася з 2 поселень, 2 сільських громад. Населення — 5582 особи (2839 чоловічої статі та 2743 — жіночої), 1142 дворових господарства.
|                     | Площа, десятин | У тому числі орної, дес. |
| ------------------- | -------------- | ------------------------ |
| Сільських громад    | 2320           | 1490                     |
| Приватної власності | 3478           | 1160                     |
| Казенної власності  | 110            | 50                       |
| Іншої власності     | 36             | 30                       |
| Загалом             | 16967          | 10156                    |

Найбільше поселення волості:
- Валегоцулівка — містечко за 25 верст від повітового міста, 5177 осіб, 1132 двори, станова квартира 1-го стана, православна церква, синагога, молитовний будинок, лікарня, школа, постоялий двір, трактир, базари через 2 тижні, ярмарки: 15 травня та 15 серпня.